# غونزالو غارسيا (كاهن كاثوليكي)
غونزالو غارسيا (بالإسبانية: Gonzalo García Gudiel)‏ (و. 1238 – 1299 م) هو كاهن كاثوليكي إسباني، ولد في طليطلة، توفي في روما، عن عمر يناهز 61 عاماً.

## مناصب
تولى منصب cardinal-bishop ‏، Roman Catholic Suburbicarian Diocese of Albano ‏ (1298–1299)
- مطران طليطلة  [لغات أخرى]‏
- Roman Catholic Bishop of Cuenca  [لغات أخرى]‏
- Bishop of Burgos ‏
- مطران كاثوليكي

.

## التعليم
تعلم في جامعة باريس
.